# パスカル・グロス
パスカル・グロス（Pascal Groß 、1991年6月15日 - ）は、ドイツ・バーデン＝ヴュルテンベルク州マンハイム出身のサッカー選手。ブンデスリーガ・ボルシア・ドルトムント所属。ドイツ代表。ポジションはミッドフィールダー。「グロース」と表記されることもある。

## 経歴

### クラブ
TSG1899ホッフェンハイムの下部組織で育成され、2009年5月のVfLヴォルフスブルク戦でトップチームデビュー。
2011年1月カールスルーエSCに移籍。
2014年6月、FCインゴルシュタット04へ移籍。
2017年5月19日、2017-18シーズンにプレミアリーグに昇格したブライトン・アンド・ホーヴ・アルビオンFCへ完全移籍。契約期間は2021年6月までの4年間で移籍金は非公開。同シーズン、9月9日、ウェスト・ブロムウィッチとの対戦でのゴールは、移籍後初得点、そしてチームとしてプレミアリーグでの第1号のゴールとなった。2021年6月3日、アルビオンと2024年6月まで契約を延長したことが発表された。2022-23シーズン、リーグでは9得点を決めるなど、チームのUEFAヨーロッパリーグ出場権獲得に貢献した。2023-24シーズンの公式戦合計で47試合で5ゴール13アシストを記録した。
2024年8月1日、2年契約で幼少期からファンであったとするボルシア・ドルトムントへの加入が発表された。

### 代表
2023年9月、親善試合に向けた代表メンバーに招集され、日本戦でデビュー。32歳にして初代表キャップとなった。2024年、UEFA EURO 2024のメンバーに選出され、大会前最後のフレンドリーマッチとなったギリシャ戦で代表初得点を挙げた。

## 代表歴
| 国     | 年   | 試合出場 | 得点 |
| ------ | ---- | -------- | ---- |
| ドイツ | 2023 | 4        | 0    |
| ドイツ | 2024 | 4        | 1    |
| 合計   | 合計 | 8        | 1    |

UEFA EURO 2024